# Dasnapur
Dasnapur é uma vila no distrito de Adilabad, no estado indiano de Andhra Pradesh.

## Demografia
Segundo o censo de 2001, Dasnapur tinha uma população de 19 963 habitantes. Os indivíduos do sexo masculino constituem 49% da população e os do sexo feminino 51%. Dasnapur tem uma taxa de literacia de 58%, inferior à média nacional de 59,5%: a literacia no sexo masculino é de 68% e de 48% entre mulheres. Em Dasnapur, 14% da população está abaixo dos 6 anos de idade.